# Phrynium schlechteri
Phrynium schlechteri là một loài thực vật có hoa trong họ Marantaceae. Loài này được Loes. & G.M.Schulze miêu tả khoa học đầu tiên năm 1938.